# Seiji Sakaguchi
Seiji Sakaguchi –en japonés, 坂口 征二, Sakaguchi Seiji– (17 de febrero de 1942) es un deportista japonés que compitió en judo. Ganó una medalla de bronce en el Campeonato Mundial de Judo de 1965, en la categoría de +80 kg.

## Palmarés internacional
| Campeonato Mundial | Campeonato Mundial      | Campeonato Mundial | Campeonato Mundial |
| Año                | Lugar                   | Medalla            | Categoría          |
| ------------------ | ----------------------- | ------------------ | ------------------ |
| 1965               | Río de Janeiro (Brasil) | Medalla de bronce  | +80 kg             |